# Sandalus californicus
Sandalus californicus is een keversoort uit de familie Rhipiceridae. De wetenschappelijke naam van de soort is voor het eerst geldig gepubliceerd in 1861 door LeConte.